# Shalford (Essex)
Shalford is een civil parish in het bestuurlijke gebied Braintree, in het Engelse graafschap Essex. In 2001 telde het civil parish 746 inwoners. Shalford komt in het Domesday Book (1086) voor als 'Celdeforda' / 'Esceldeforde' / 'Scaldefort'.